# Acmaeoderella lanuginosa
Acmaeoderella lanuginosa es una especie de escarabajo del género Acmaeoderella, familia Buprestidae. Fue descrita científicamente por Gyllenhal en 1817.

## Distribución geográfica
Habita en el Paleártico.